# Laurent Favre
Pour les articles homonymes, voir Favre.
Laurent Favre, né le 14 octobre 1972 à Fleurier (originaire du Val-de-Travers), est une personnalité politique suisse du canton de Neuchâtel, membre du Parti libéral-radical (PLR).
Il est conseiller d'État du canton de Neuchâtel depuis novembre 2014.

## Activités professionnelles
Ingénieur agronome, Laurent Favre est directeur de la Chambre neuchâteloise d'agriculture et de viticulture (CNAV) de 2000 à 2012. Il préside la Fédération suisse des vignerons de 2009 à 2014, l'Interprofession de la vigne et des vins suisses de 2010 à 2014 et Swiss-engineering de 2012 à 2014.

## Activités politiques
Conseiller général à Fleurier de 2004 à 2008, Laurent Favre est député au Grand Conseil neuchâtelois de mai 2005 à novembre 2007. En décembre 2007, il est élu au Conseil national. En tant que conseiller national, Laurent Favre est membre du bureau du Conseil national, de la commission des affaires extérieures et de la commission de l'énergie, de l'aménagement du territoire et de l'environnement, dont il est le leader de la délégation PLR.
Candidat à la succession d'Yvan Perrin, démissionnaire, il est élu le 28 septembre 2014 au Conseil d'État du canton de Neuchâtel en obtenant une très large majorité de 68 %. Il est assermenté et entre en fonction le 4 novembre à la tête du Département du développement territorial et de l'environnement.

## Autres activités
Laurent Favre est en outre vice-président du groupement suisse pour les régions de montagne (SAB) et président de l'association Neuchâtel Bicentenaire 2014.